# Nafazolina
La nafazolina (en la forma de clorhidrato) es el nombre común para 2-(1-naftilmetil)-2-imidazolina clorhidrato. Es un agente simpaticomimético con marcada actividad alfa adrenérgica. Es un vasoconstrictor  con una rápida acción al reducir la inflamación al ser aplicado a la membrana mucosa. Actúa sobre los receptores alfa en las arteriolas de la  conjuntiva para producir constricción, resultando en disminución de la congestión . Es un ingrediente activo en varias formulaciones de venta libre  que incluyen los colirios Clear Eyes y Naphcon.
La forma del clorhidrato de nafazolina tiene la fórmula molecular C14H14N2 y una masa molar de 210.28 g/mol. La forma sal de HCl tiene una masa molar de 246,73 g/mol.

## Advertencias y contraindicaciones
Algunas advertencias y contraindicaciones que se aplican a todas las sustancias que contienen nafazolina que se destinan a uso medicinal son: 
- Hipersensitibilidad a la nafazolina
- Pacientes que toman inhibidores de la monoamino oxidasa pueden experimentar una severa crisis hipertensiva si toman una droga simpáticomimética tal como la nafazolina clorhidrato
- Uso en infantes y chicos puede resultar en depresión del sistema nervioso central, conducciendo al coma y una marcada disminución de la temperatura corporal
- Debería usarse con precaución en pacientes con severa enfermedad cardiovascular incluyendo arritmias cardiacas y en pacientes con diabetes.

Se ha sugerido una posible asociación con el accidente cerebrovascular.